# Grande Bulgaria
La Grande Bulgaria o la Grande Bulgaria Antica (in bulgaro: Стара Велика България; in greco: Η παλαιά μεγάλη Βουλγαρία; in latino: Magna Bulgaria, o Patria Onoguria; in greco medioevale: Παλαιὰ Μεγάλη Βουλγαρία, come venne chiamata dagli autori bizantini), meno comunemente Onoguria (Patria Onoguria), fu uno stato altomedievale con i governanti Kubrat e Batbajan, esistente circa 35 anni dopo il 632 nell'area della regione settentrionale del Mar Nero - l'odierna Ucraina e la Russia meridionale. In alcune fonti Fanagoria è indicata come la capitale dello stato. Questa ipotesi si basa sulla cronaca di Teofane Confessore, secondo la quale la città era abitata da ebrei, ma non è supportata dai dati archeologici.
Rappresenta un'unione militare-tribale dei proto-bulgari e delle loro tribù imparentate, fino ad allora subordinati agli avari e al Khaganato turco occidentale. I suoi confini sono: a est il fiume Kuban, a sud il Mar d'Azov e il Mar Nero (senza la Crimea meridionale), a ovest il fiume Dnepr, e a nord il fiume Donets.

## Kubrat
Kubrat (o Kurt o Houvrat) fu membro del clan Dulo e l'erede al trono bulgaro. Passò la sua adolescenza nell'Impero bizantino, dove venne educato e battezzato, mentre il suo zio materno Organa era il reggente della sua tribù.
Nel 628 ca. Kubrat fece ritorno in patria e prese la guida del suo popolo, con molta probabilità sotto l'approvazione degli Avari. Poco tempo dopo riuscì a rovesciare la dominazione avara e anche a separarsi dal Khaganato dei turchi occidentali (che era invischiato in varie guerre dinastiche).

## Fondazione
Tra il 610 e il 615 il khan Kubrat riuscì a unire le principali tribù proto-bulgare, Onoguri, Kutriguri e Utiguri, sotto un unico governo, creando una potente confederazione, a cui gli autori medievali si riferivano come La Grande Bulgaria, conosciuta anche come Onoguria. Alcuni studiosi affermano che includesse anche gli sconfitti avari e si estendesse fino alla Pianura pannonica. Si presume che la capitale fosse l'antica città di Fanagoria sulla Penisola di Taman. La tomba di Kubrat è stata ritrovata nel 1912 a Pereščepina, in Ucraina.

## Disgregazione e Stati successori
Gli eventi che si svolsero dopo la morte di Kubrat vennero descritti dal patriarca bizantino Niceforo I. Ai tempi dell'imperatore Costantino IV narrò che Kubrat morì e Batbajan, il maggiore dei suoi cinque figli, fu lasciato a reggere lo Stato. Sotto una forte pressione khazara, gli altri figli di Kubrat non seguirono il consiglio del padre di rimanere uniti per fronteggiare il nemico e partirono separando le varie tribù.

### I bulgari del Volga
Kotrag, il capo dei kotraguri (o kotraghi), partì alla volta del medio corso del Volga, dove si stabilì e fondò lo Stato della Bulgaria del Volga, alla confluenza del Volga e del Kama, uno Stato che divenne in breve molto prospero. I proto-bulgari del Volga, o proto-bulgari d'argento, come venivano chiamati al tempo, si convertirono volontariamente all'Islam nel IX secolo e riuscirono a preservare la propria identità nazionale fino al XIII secolo, respingendo i primi attacchi dei mongoli nel 1223, diventando l'unico popolo ad aver sconfitto Gengis Khan. Tuttavia vennero comunque assorbiti e la loro capitale Bolğar divenne una città capitale del Khanato dell'Orda d'Oro e i proto-bulgari si mischiarono con i tatari. Si ritiene che i cittadini delle moderne repubbliche russe del Tatarstan e della Ciuvascia siano i discendenti di questi proto-bulgari.

### I bulgari in Macedonia
Kuber con un'altra parte dei Kutriguri si separò e si diresse dapprima in Pannonia, riconoscendo apparentemente l'autorità del Khaganato degli Avari e in seguito, dopo un tentativo fallito di prendere il potere nel Khaganato, si diresse e si stabilì in Macedonia. Si stabilirono nella regione di Keremisia e tentarono inutilmente di catturare la città di Tessalonica. In seguito il loro Stato si è unito con il Primo Impero bulgaro (809).

### I bulgari nell'Italia settentrionale
La perdurante testimonianza di una presenza nell'Italia settentrionale altomedievale di gruppi di proto-bulgari, molto probabilmente immigrati al seguito dei Longobardi, viene fornita da alcuni toponimi come quello della Burgaria (anche Burgària o Burgarìa) un antico contado (contea) dell'alto Medioevo, corrispondente all'attuale nord-ovest della provincia di Milano (o anche parte meridionale dell'Alto Milanese), ricordato come uno dei contadi in cui si suddivideva la marca di Milano sotto la dominazione dei Longobardi e dei Franchi.
La più antica esistenza di un Comitatus Burgarensis viene menzionata in tre diplomi rispettivamente dell'877, dell'890 e del 919 d.C.
Un'altra indicazione toponimica è data tra le altre da quella del paese di Bulgarograsso in provincia di Como.

### I bulgari nell'Italia meridionale
Altri bulgari, nel 652 ca., condotti dal loro duca Alzeco (anche Alzecco, Altsek, Alcek) cercarono rifugio dagli Avari dai Longobardi e richiesero della terra al re longobardo Grimoaldo I di Benevento in cambio dei servizi militari "per una ragione sconosciuta", sistemandosi all'inizio vicino a Ravenna e in seguito muovendosi verso sud. Grimoaldo mandò Alzeco e i suoi seguaci a suo figlio Romoaldo a Benevento e venne loro assegnata da lui la terra a nord-est di Napoli nelle "spaziose, ma al tempo deserte" città di Sepino, Bovianum (Boiano) e Isernia, nell'odierno Molise. Invece di essere confermato quale duca, Alzeco venne insignito del titolo longobardo di gastaldo. Paolo Diacono nella sua Historia gentis Langobardorum, scrisse dopo il 787 che al suo tempo i proto-bulgari abitavano ancora quell'area e che avevano cominciato a parlare "latino" anche se "non hanno dimenticato l'uso della propria lingua".
Durante degli scavi nella necropoli di Vicenne-Campochiaro vicino a Bojano, che risale al VII secolo, sono stati ritrovati 130 sepolture tra cui tredici erano di uomini accanto a cavalli con manufatti  di origine germanica e avara. Le sepolture dei cavalli erano caratteristiche dei nomadi dell'Asia centrale e perciò queste tombe sono chiaramente quelle dei proto-bulgari che si erano insediati in Molise e in Campania.

### I bulgari caucasici o Balcari
Il popolo di Batbajan, i cosiddetti proto-bulgari neri, rimasero nella loro patria e vennero poco dopo sottomessi ai cazari. Si ritiene che gli odierni balcari siano i discendenti della tribù di Batbajan anche se chiamano se stessi malcari (dal fiume Malka) e parlano una lingua turca di tipo Kipčaco.

### Primo impero bulgaro
Asparuch, il successore di Kubrat, conquistò la Mesia e la Dobrugia dall'Impero bizantino nel 680 e diede vita al Primo Impero bulgaro.

## Etimologia di Onoguria
Le variazioni del termine Onoguria sono: Onoghuria, Onoguri, Onoghuri, Onghur, Ongur, Onghuri, Onguri, Onghuria, Onguria, Onogundur, Unogundur e Unokundur.
Ci sono numerose speculazione sull'origine del nome Onogur:
- Nella moderna lingua degli avari caucasici, Onoguria può significare "eterno", da uno – sempre e guro – durare.
- Alcuni derivano il nome dalle parole turche On (dieci) e Ghur (freccia) che in combinazione possono diventare "dieci frecce", cioè "una federazione di dieci tribù".
- Un'altra spiegazione indica che, dato che nelle lingue turche la z tende a diventare r spostandosi verso ovest, l'etnonimo Oguz/Oghuz sarebbe suonato Ogur/Oghur a ovest. Allora Onogur avrebbe significato "dieci clan di Oguz/Oghuz". In supporto a questa teoria sta il fatto che i bulgari venivano considerati tra i dieci figli di Togarmah (il mitico antenato dei turchi) nella corrispondenza cazara.
- Altri invece collegano Onogur a Unok-vndur, un popolo bulgaro menzionato nelle prime fonti armene.